# Sorry to Bother You
Sorry to Bother You es una película de comedia estadounidense estrenada en el año 2018, protagonizada por Lakeith Stanfield, Tessa Thompson, Jermaine Fowler, Omari Hardwick, Terry Crews, Patton Oswalt, David Cross, Danny Glover, Steven Yeun, Armie Hammer y Forest Whitaker bajo la dirección de Boots Riley. Ambientada en Oakland, California, la película narra la historia de un joven agente de telemercadeo afroamericano que adopta un acento blanco creyendo que esto le ayudará a prosperar en su trabajo.

## Sinopsis
En una versión alternativa actual de Oakland, Cassius "Cash" Green está teniendo una vida difícil: vivir en el garaje de su tío y luchar por encontrar un trabajo. Desesperado por dinero, consigue un puesto como vendedor por teléfono, pero tiene dificultades para que la gente lo escuche, hasta que descubre una llave mágica para la atención de los clientes: usar su "voz blanca". Cash sube rápidamente a la cima de la jerarquía del telemercadeo, pero corre el riesgo de perder de vista su moral a medida que logra un éxito cada vez mayor.

## Reparto principal
- Lakeith Stanfield es Cassius "Cash" Green.
- Tessa Thompson es Detroit.
- Jermaine Fowler es Salvador.
- Omari Hardwick es el sr. Blank
- Terry Crews es Sergio Green.
- Danny Glover es Langston.
- Steven Yeun es Squeeze.
- Armie Hammer es Steve Lift.
- Kate Berlant es Diana DeBauchery.
- Michael X. Sommers es Johnny.
- Robert Longstreet es Anderson.
- Forest Whitaker es Demarius.

## Recepción
Sorry to Bother You recibió reseñas positivas de parte de la crítica y del público anglosajones. En la página web Rotten Tomatoes, la película obtuvo una aprobación de 93%, basada en 277 reseñas, con una calificación de 7.7/10, mientras que de parte de la audiencia tuvo una aprobación de 71%, basada en 5494 votos, con una calificación de 3.7/5.
Metacritic le dio a la película una puntuación 80 sobre 100, basada en 51 reseñas, indicando "aclamación universal". En el sitio web IMDB los usuarios le dieron una calificación de 7.0/10, sobre la base de 38170 votos.